# Katholischer Konfessionsteil des Kantons St. Gallen
Der Katholische Konfessionsteil des Kantons St. Gallen ist eine staatskirchenrechtlich begründete Körperschaft des öffentlichen Rechts der Katholiken römisch-katholischen Bekenntnisses und ist für die Verwaltung der Infrastruktur und der Steuergelder zuständig. Er gliedert sich in Kirchgemeinden. Die Seelsorge der Gläubigen obliegt dem Bistum St. Gallen, dessen Finanzen aber wiederum vom Konfessionsteil verwaltet werden.

## Geschichte

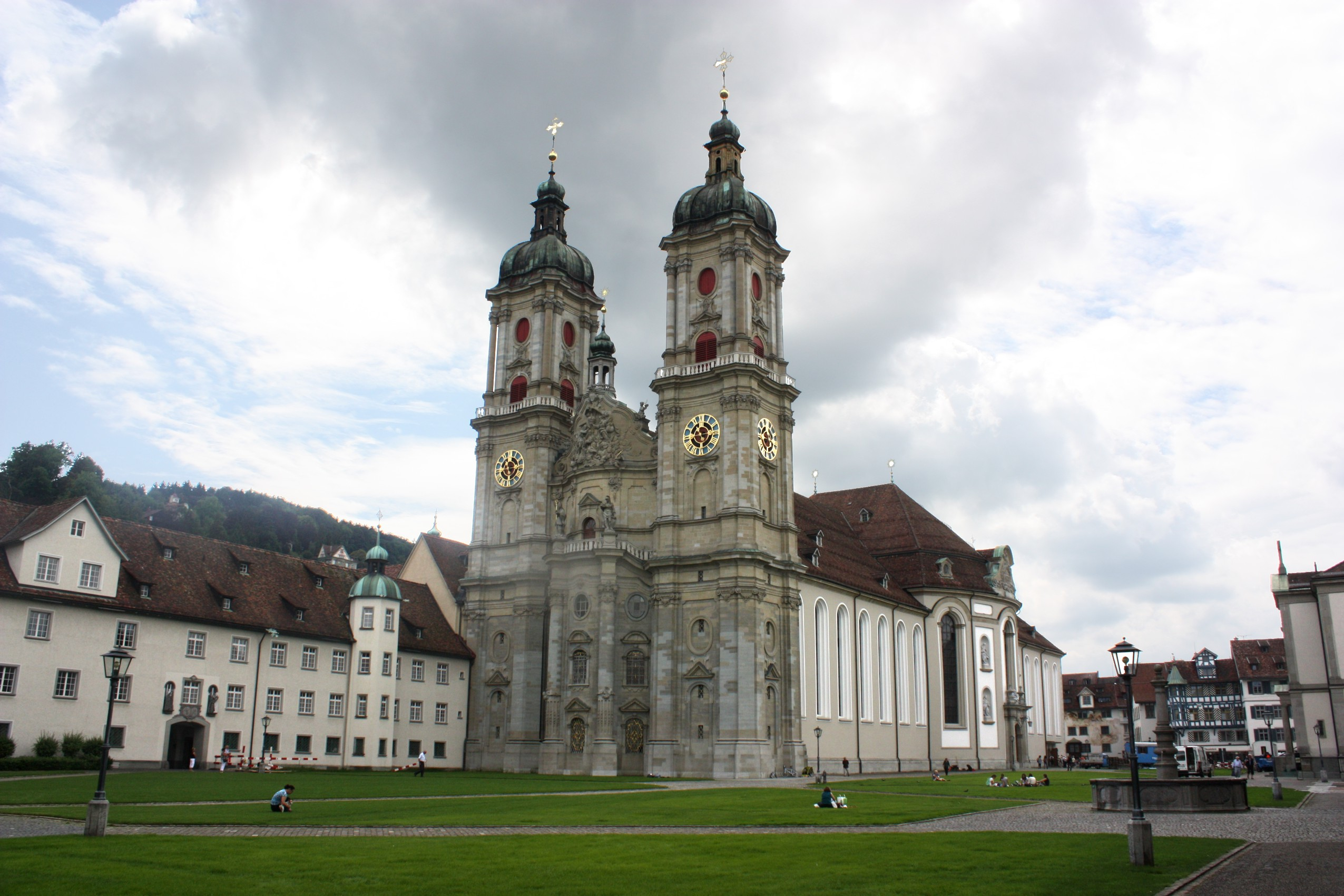
Der Katholische Konfessionsteil des Kantons St. Gallen ist für die Verwaltung der Stiftskirche St. Gallen zuständig. Im Gebäudeflügel links der Kirche sind der Bischof und die Bistumsverwaltung untergebracht.

Als gegen Ende der Französischen Revolution französische Truppen 1798 die Schweiz besetzt hatten, wurde die Fürstabtei St. Gallen aufgehoben und der Kanton St. Gallen gegründet. Die Vermögenswerte der Abtei wurden zwischen dem Kanton und den St. Galler Katholiken aufgeteilt.
Im Jahr 1813 wurde der Katholische Konfessionsteil gegründet und am 18. Februar der erste Administrationsrat gewählt. Ihm gehörten unter anderem alle sechs katholischen Regierungsräte an. Die katholischen Mitglieder des Grossen Rats bildeten das Katholische Grossratskollegium. Der Konfessionsteil gab sich eine eigene Verfassung. 1836 teilte Papst Gregor XVI. das Doppelbistum Chur-St. Gallen auf und errichtete ein apostolisches Vikariat für St. Gallen, aus dem 1847 das Bistum St. Gallen entstand.
Zur Besoldung der Bistumsleitung und der Priester an der Kathedrale sowie zum Gebäudeunterhalt dienten unveräusserliche Fonds und Kapitalanlagen. 1862 wurde das Verhältnis zwischen Kirche und Staat neu geregelt. Seither setzt sich das Kollegium nicht mehr aus Grossräten, sondern aus von der katholischen Bevölkerung gewählten Abgeordneten zusammen.
1912 stimmten die St. Galler Katholiken der Einführung einer Zentralsteuer zu, mit der die Aufgaben des Konfessionsteils und des Bistums finanziert werden. 1994 wurde die Sparkassa der Administration (Sparad) von der St. Galler Kantonalbank übernommen. Eine riskante Kreditpolitik führte zur Liquidation der ehemals drittgrössten St. Galler Regionalbank. 2006 führte der Konfessionsteil das Ausländerstimmrecht ein.

## Organisation

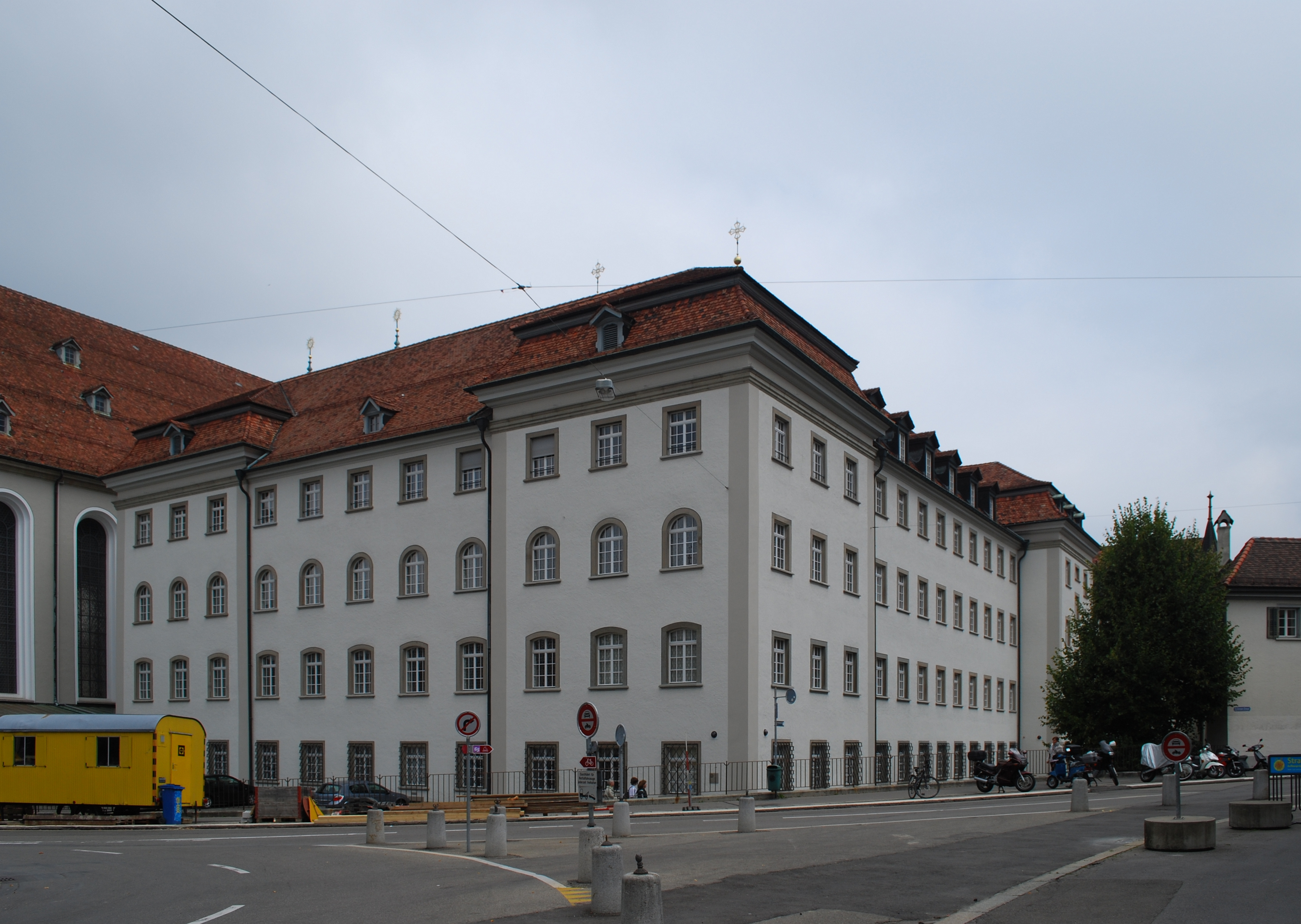
Im Nordwestflügel der Klosteranlage befindet sich die Stiftsbibliothek und die Katholische Kantonssekundarschule

Die stimmberechtigten Kirchbürger haben das Wahlrecht für das Katholische Kollegium sowie das Referendums- und Initiativrecht. Die Anzahl Katholiken im Kanton St. Gallen beträgt rund 235'000.
Das Katholische Kollegium ist die Legislative (Parlament) des Konfessionsteils und setzt sich aus 180 wahlfähigen Katholiken aus dem ganzen Kantonsgebiet zusammen. Es wählt die Mitglieder des Administrationsrates, erlässt die Verfassung des Konfessionsteils, entscheidet im Einvernehmen mit dem Bischof die Dekrete über Einrichtungen der Diözese und des Konfessionsteils und beschliesst den Finanzhaushalt des Konfessionsteils. Das Kollegium tagt im Regelfall zweimal jährlich im Kantonssratssaal der Neuen Pfalz, dem ehemaligen Thronsaal des Fürstabtes.
Der Administrationsrat ist die Exekutive (Regierung) des Konfessionsteils und besteht aus sieben Mitgliedern. Er vertritt die Interessen des Konfessionsteils und verwaltet die Stiftungen und Fonds des Konfessionsteils. Er übt die Aufsicht über die Kirchgemeinden aus und ist Rekurs- und Beschwerdeinstanz. Er unterstützt das Bischöfliche Ordinariat und verwaltet verschiedene Einrichtungen der Diözese wie z. B. die Kathedrale St. Gallen, das Priesterseminar St. Georgen, die Stiftsbibliothek St. Gallen oder die Katholische Kantonssekundarschule. Zudem besitzt der Katholische Konfessionsteil in der Region Gossau rund 320 Hektaren Wald.
Der Katholische Konfessionsteil des Kantons St. Gallen ist Mitglied der Römisch-Katholischen Zentralkonferenz der Schweiz.

## Verwaltungsgliederung
Kirchgemeinden und Kapellgenossenschaften sind Verwaltungsstrukturen des Katholischen Konfessionsteils. Pfarreien, Seelsorgeeinheiten und Dekanate sind dem Bistum unterstellt. Bei Pfarreien mit paritätischer Kirche ist das Patrozinium in Klammern gesetzt.
Stand: 2017
| Kirchgemeinde                          | Pfarrei                       | Patrozinium                                                                       | Seelsorgeeinheit                    | Dekanat     |
| -------------------------------------- | ----------------------------- | --------------------------------------------------------------------------------- | ----------------------------------- | ----------- |
| St. Gallen                             | Dom                           | Gallus und Otmar                                                                  | St. Gallen Zentrum                  | St. Gallen  |
| St. Gallen                             | Riethüsli                     | Heilig Geist                                                                      | St. Gallen Zentrum                  | St. Gallen  |
| St. Gallen                             | St. Georgen                   | Herz Jesu                                                                         | St. Gallen Zentrum                  | St. Gallen  |
| St. Gallen                             | St. Otmar                     | Otmar                                                                             | St. Gallen Zentrum                  | St. Gallen  |
| St. Gallen                             | Halden                        | (Otmar)                                                                           | St. Gallen Ost                      | St. Gallen  |
| St. Gallen                             | Heiligkreuz                   | Dreifaltigkeit                                                                    | St. Gallen Ost                      | St. Gallen  |
| St. Gallen                             | Neudorf                       | Maria                                                                             | St. Gallen Ost                      | St. Gallen  |
| St. Gallen                             | Rotmonten                     | Peter und Paul                                                                    | St. Gallen Ost                      | St. Gallen  |
| St. Gallen                             | St. Fiden                     | Herz Jesu                                                                         | St. Gallen Ost                      | St. Gallen  |
| St. Gallen                             | Bruggen                       | Martin                                                                            | St. Gallen West-Gaiserwald          | St. Gallen  |
| St. Gallen                             | Winkeln                       | Bruder Klaus                                                                      | St. Gallen West-Gaiserwald          | St. Gallen  |
| Abtwil-St. Josefen                     | Abtwil-St.Josefen             | Josef                                                                             | St. Gallen West-Gaiserwald          | St. Gallen  |
| Engelburg                              | Engelburg                     | Schutzengel                                                                       | St. Gallen West-Gaiserwald          | St. Gallen  |
| Wittenbach                             | Wittenbach                    | Kirchen St. Ulrich in Wittenbach und St. Konrad in Kronbühl                       | Alte Konstanzerstrasse              | St. Gallen  |
| Häggenschwil                           | Häggenschwil                  | Notker                                                                            | Alte Konstanzerstrasse              | St. Gallen  |
| Muolen                                 | Muolen                        | Josef                                                                             | Alte Konstanzerstrasse              | St. Gallen  |
| Mörschwil                              | Mörschwil                     | Johannes der Täufer                                                               | Steinerburg                         | Rorschach   |
| Steinach                               | Steinach                      | Jakobus                                                                           | Steinerburg                         | Rorschach   |
| Berg-Freidorf                          | Berg-Freidorf TG              | Michael                                                                           | Steinerburg                         | Rorschach   |
| Tübach                                 | Tübach                        | Mariahilf und Sieben Schmerzen Marias                                             | Steinerburg                         | Rorschach   |
| Eggersriet-Grub                        | Eggersriet-Grub               | Kirchen St. Anna in Eggersriet und Johannes der Täufer in Grub SG                 | Über dem Bodensee                   | Rorschach   |
| Region Rorschach                       | Rorschach                     | Kolumban                                                                          | Region Rorschach                    | Rorschach   |
| Region Rorschach                       | Untereggen                    | Maria Magdalena                                                                   | Region Rorschach                    | Rorschach   |
| Region Rorschach                       | Goldach                       | Mauritius                                                                         | Region Rorschach                    | Rorschach   |
| Thal                                   | Pfarrei St. Ulrich Maria Thal | (Unserer Lieben Frau)                                                             | Buechberg                           | Rorschach   |
| Thal                                   | Altenrhein                    | Schutzengel                                                                       | Buechberg                           | Rorschach   |
| Thal                                   | Buechen-Staad                 | Christkönig                                                                       | Buechberg                           | Rorschach   |
| Rheineck                               | Rheineck                      | Theresia                                                                          | Buechberg                           | Rorschach   |
| St. Margrethen                         | St.Margrethen                 | Margareta                                                                         | Buechberg                           | Rorschach   |
| Au                                     | Au                            | Maria Geburt                                                                      | Au, Berneck, Heerbrugg              | Altstätten  |
| Heerbrugg                              | Heerbrugg                     | Bruder Klaus                                                                      | Au, Berneck, Heerbrugg              | Altstätten  |
| Berneck                                | Berneck                       | Unsere Liebe Frau                                                                 | Au, Berneck, Heerbrugg              | Altstätten  |
| Kapellgenossenschaft Kobel/Berneck     | Berneck                       | ?                                                                                 | Au, Berneck, Heerbrugg              | Altstätten  |
| Balgach                                | Balgach                       | Dreikönig                                                                         | Widnau-Balgach-Diepoldsau/Schmitter | Altstätten  |
| Widnau                                 | St. Jakobus Widnau            | St. Joseph                                                                        | Widnau-Balgach-Diepoldsau/Schmitter | Altstätten  |
| Diepoldsau-Schmitter                   | Diepoldsau-Schmitter          | Antonius                                                                          | Widnau-Balgach-Diepoldsau/Schmitter | Altstätten  |
| Rebstein                               | Rebstein                      | Sebastian                                                                         | Altstätten                          | Altstätten  |
| Marbach                                | Marbach                       | Georg                                                                             | Altstätten                          | Altstätten  |
| Lüchingen                              | Lüchingen                     | Maria Königin des Friedens                                                        | Altstätten                          | Altstätten  |
| Altstätten                             | Hinterforst-Eichberg          | Bruder Klaus                                                                      | Altstätten                          | Altstätten  |
| Altstätten                             | Altstätten                    | Nikolaus von Myra                                                                 | Altstätten                          | Altstätten  |
| Kapellgenossenschaft Ruppen/Altstätten | Altstätten                    | Michael                                                                           | Altstätten                          | Altstätten  |
| Oberriet                               | Oberriet                      | Margaritha                                                                        | Blattenberg                         | Altstätten  |
| Kobelwald                              | Kobelwald                     | Sebastian                                                                         | Blattenberg                         | Altstätten  |
| Montlingen-Eichenwies                  | Montlingen-Eichenwies         | Johannes der Täufer in Montlingen und Josef in Eichenwies                         | Blattenberg                         | Altstätten  |
| Kriessern                              | Kriessern                     | Mariä-Geburt                                                                      | Blattenberg                         | Altstätten  |
| Rüthi                                  | Rüthi-Lienz                   | Valentin                                                                          | Blattenberg                         | Altstätten  |
| Rüthi                                  | Rüthi-Lienz                   | Herz Jesu                                                                         | Blattenberg                         | Altstätten  |
| Kapellgenossenschaft Plona/Rüthi       | Rüthi-Lienz                   | Antonius                                                                          | Blattenberg                         | Altstätten  |
| Sennwald                               | Sennwald                      | Antonius                                                                          | Werdenberg                          | Sargans     |
| Gams                                   | Gams                          | Michael                                                                           | Werdenberg                          | Sargans     |
| Buchs-Grabs                            | Buchs-Grabs                   | Herz Jesu                                                                         | Werdenberg                          | Sargans     |
| Wartau                                 | Wartau                        | Augustinus                                                                        | Werdenberg                          | Sargans     |
| Sevelen                                | Sevelen                       | Bruder Klaus                                                                      | Werdenberg                          | Sargans     |
| Sargans                                | Sargans                       | Oswald und Cassian                                                                | Mittleres Sarganserland             | Sargans     |
| Vilters                                | Vilters                       | Medard                                                                            | Mittleres Sarganserland             | Sargans     |
| Wangs                                  | Wangs                         | Antonius                                                                          | Mittleres Sarganserland             | Sargans     |
| Weisstannen                            | Weisstannen                   | Johannes Baptist und Antonius                                                     | Mittleres Sarganserland             | Sargans     |
| Mels                                   | Mels                          | Peter und Paul                                                                    | Mittleres Sarganserland             | Sargans     |
| Mels                                   | Heiligkreuz                   | Josef                                                                             | Mittleres Sarganserland             | Sargans     |
| Bad Ragaz                              | Bad Ragaz                     | Maria Himmelfahrt                                                                 | Bad Ragaz-Taminatal                 | Sargans     |
| Pfäfers                                | Pfäfers                       | Maria Himmelfahrt                                                                 | Bad Ragaz-Taminatal                 | Sargans     |
| Valens-Vasön                           | Valens-Vasön                  | Philippus und Jakob                                                               | Bad Ragaz-Taminatal                 | Sargans     |
| Vättis                                 | Vättis                        | Anian                                                                             | Bad Ragaz-Taminatal                 | Sargans     |
| Flums                                  | Flums                         | Justus                                                                            | Walensee                            | Sargans     |
| Walenstadt                             | Walenstadt                    | Luzius und Florin                                                                 | Walensee                            | Sargans     |
| Berschis                               | Berschis-Tscherlach           | Eusebius                                                                          | Walensee                            | Sargans     |
| Mols-Murg-Quarten                      | Mols                          | Antonius                                                                          | Walensee                            | Sargans     |
| Mols-Murg-Quarten                      | Quarten                       | Gallus                                                                            | Walensee                            | Sargans     |
| Mols-Murg-Quarten                      | Murg                          | Johannes                                                                          | Walensee                            | Sargans     |
| Amden                                  | Amden                         | Gallus                                                                            | Gaster                              | Uznach      |
| Schänis-Maseltrangen                   | Schänis                       | Sebastian                                                                         | Gaster                              | Uznach      |
| Schänis-Maseltrangen                   | Maseltrangen                  | Nepomuk                                                                           | Gaster                              | Uznach      |
| Benken                                 | Benken                        | Peter und Paul                                                                    | Gaster                              | Uznach      |
| Kaltbrunn                              | Kaltbrunn                     | Georg                                                                             | Gaster                              | Uznach      |
| Weesen                                 | Weesen                        | Martin                                                                            | Gaster                              | Uznach      |
| Gommiswald                             | Ernetschwil                   | Karl Borromäus                                                                    | Obersee                             | Uznach      |
| Gommiswald                             | Gommiswald                    | Jakobus                                                                           | Obersee                             | Uznach      |
| Gommiswald                             | Rieden                        | Magnus                                                                            | Obersee                             | Uznach      |
| Uznach                                 | Uznach                        | Maria Immaculata                                                                  | Obersee                             | Uznach      |
| Schmerikon                             | Schmerikon                    | Jodokus                                                                           | Obersee                             | Uznach      |
| Rapperswil-Jona                        | Bollingen                     | Pankrat                                                                           | Rapperswil-Jona                     | Uznach      |
| Rapperswil-Jona                        | Jona                          | Maria Himmelfahrt                                                                 | Rapperswil-Jona                     | Uznach      |
| Rapperswil-Jona                        | Rapperswil                    | Johann                                                                            | Rapperswil-Jona                     | Uznach      |
| Rapperswil-Jona                        | Kempraten                     | Franziskus                                                                        | Rapperswil-Jona                     | Uznach      |
| Eschenbach                             | Eschenbach                    | Vinzentius                                                                        | Eschenbach                          | Uznach      |
| Eschenbach                             | Goldingen                     | Nikolaus von Myra                                                                 | Eschenbach                          | Uznach      |
| Eschenbach                             | St. Gallenkappel              | Laurentius                                                                        | Eschenbach                          | Uznach      |
| Eschenbach                             | Walde                         | Antonius                                                                          | Eschenbach                          | Uznach      |
| Kapellgenossenschaft Oberholz          | Wald ZH                       | Dreifaltigkeit                                                                    | —                                   | —           |
| Wildhaus                               | Wildhaus                      | Bartholomäus                                                                      | Oberes Toggenburg                   | Wil-Wattwil |
| Alt St. Johann                         | Alt St.Johann                 | Johann                                                                            | Oberes Toggenburg                   | Wil-Wattwil |
| Stein                                  | Stein                         | Jakobus der Ältere                                                                | Oberes Toggenburg                   | Wil-Wattwil |
| Neu St. Johann                         | Neu St.Johann                 | Johann                                                                            | Oberes Toggenburg                   | Wil-Wattwil |
| Ebnat-Kappel                           | Ebnat-Kappel                  | Michael                                                                           | Oberes Toggenburg                   | Wil-Wattwil |
| Hemberg                                | Hemberg                       | Johannes                                                                          | Neutoggenburg                       | Wil-Wattwil |
| St. Peterzell                          | St. Peterzell                 | St. Peter                                                                         | Neutoggenburg                       | Wil-Wattwil |
| Mogelsberg                             | Mogelsberg                    | Jakobus                                                                           | Neutoggenburg                       | Wil-Wattwil |
| Wattwil                                | Wattwil                       | Felix und Regula                                                                  | Neutoggenburg                       | Wil-Wattwil |
| Ricken                                 | Ricken                        | Josef                                                                             | Neutoggenburg                       | Wil-Wattwil |
| Lichtensteig                           | Lichtensteig                  | Gallus                                                                            | Neutoggenburg                       | Wil-Wattwil |
| Oberhelfenschwil-Brunnadern            | Oberhelfenschwil              | (Dionysius)                                                                       | Neutoggenburg                       | Wil-Wattwil |
| Bütschwil-Ganterschwil                 | Bütschwil                     | Kilian                                                                            | Unteres Toggenburg                  | Wil-Wattwil |
| Bütschwil-Ganterschwil                 | Ganterschwil                  | Peter und Paul                                                                    | Unteres Toggenburg                  | Wil-Wattwil |
| Mosnang                                | Mosnang                       | Georg                                                                             | Unteres Toggenburg                  | Wil-Wattwil |
| Libingen                               | Libingen                      | Gallus                                                                            | Unteres Toggenburg                  | Wil-Wattwil |
| Mühlrüti                               | Mühlrüti                      | Josef                                                                             | Unteres Toggenburg                  | Wil-Wattwil |
| Lütisburg                              | Lütisburg                     | Michael                                                                           | Unteres Toggenburg                  | Wil-Wattwil |
| Kirchberg                              | Kirchberg                     | Peter und Paul                                                                    | Bazenheid-Gähwil-Kirchberg          | Wil-Wattwil |
| Bazenheid                              | Bazenheid                     | Josef                                                                             | Bazenheid-Gähwil-Kirchberg          | Wil-Wattwil |
| Gähwil                                 | Gähwil                        | Dreifaltigkeit und Idda                                                           | Bazenheid-Gähwil-Kirchberg          | Wil-Wattwil |
| Wil                                    | Rickenbach TG                 | Verena                                                                            | Wil                                 | Wil-Wattwil |
| Wil                                    | Wil                           | Stadtkirche St. Nikolaus, Kirche St. Peter und Wallfahrtskirche Maria Dreibrunnen | Wil                                 | Wil-Wattwil |
| Jonschwil                              | Jonschwil                     | Martin                                                                            | Uzwil und Umgebung                  | Gossau      |
| Bichwil-Oberuzwil                      | Bichwil                       | Mauritius                                                                         | Uzwil und Umgebung                  | Gossau      |
| Bichwil-Oberuzwil                      | Oberuzwil                     | Gallus                                                                            | Uzwil und Umgebung                  | Gossau      |
| Henau-Niederuzwil                      | Henau                         | Sebastian                                                                         | Uzwil und Umgebung                  | Gossau      |
| Henau-Niederuzwil                      | Niederuzwil-Uzwil             | Christkönig                                                                       | Uzwil und Umgebung                  | Gossau      |
| Niederglatt                            | Niederglatt                   | Felix und Regula                                                                  | Magdenau                            | Gossau      |
| Flawil                                 | Flawil                        | Laurentius                                                                        | Magdenau                            | Gossau      |
| Degersheim                             | Degersheim                    | Jakobus                                                                           | Magdenau                            | Gossau      |
| Wolfertswil-Magdenau                   | Wolfertswil-Magdenau          | Bruder Klaus                                                                      | Magdenau                            | Gossau      |
| Zuzwil-Züberwangen                     | Züberwangen                   | Maria Magdalena                                                                   | Mittleres Fürstenland               | Gossau      |
| Zuzwil-Züberwangen                     | Zuzwil                        | Josef                                                                             | Mittleres Fürstenland               | Gossau      |
| Niederhelfenschwil                     | Niederhelfenschwil            | Johannes Baptist                                                                  | Mittleres Fürstenland               | Gossau      |
| Kapellgenossenschaft Zuckenriet        | Niederhelfenschwil            | Georg                                                                             | Mittleres Fürstenland               | Gossau      |
| Lenggenwil                             | Lenggenwil                    | Mauritius                                                                         | Mittleres Fürstenland               | Gossau      |
| Niederbüren                            | Niederbüren                   | Michael                                                                           | Oberbüren-Niederbüren-Niederwil     | Gossau      |
| Oberbüren                              | Oberbüren                     | Ulrich                                                                            | Oberbüren-Niederbüren-Niederwil     | Gossau      |
| Niederwil                              | Niederwil                     | Eusebius                                                                          | Oberbüren-Niederbüren-Niederwil     | Gossau      |
| Gossau                                 | Andreaspfarrei                | Andreas                                                                           | Gossau                              | Gossau      |
| Gossau                                 | Pauluspfarrei                 | Paulus                                                                            | Gossau                              | Gossau      |
| Andwil-Arnegg                          | Andwil-Arnegg                 | Otmar                                                                             | Gossau                              | Gossau      |
| Waldkirch                              | Waldkirch                     | Blasius                                                                           | Gossau                              | Gossau      |
| Bernhardzell                           | Bernhardzell                  | Johannes Baptist                                                                  | Gossau                              | Gossau      |